# جمهورية تشيكوسلوفاكيا
جمهورية تشيكوسلوفاكيا هي اسم رسمي أطلق على دولة تشيكوسلوفاكيا في عدة فترات من تاريخها، خاصة في الفترات التي تميزت بنظام جمهوري.
تأسست جمهورية تشيكوسلوفاكيا بعد نهاية الحرب العالمية الأولى في عام 1918 عقب انهيار الإمبراطورية النمساوية المجرية، وكانت دولة ذات نظام جمهوري ديمقراطي.
شهدت الجمهورية عدة تحولات سياسية خلال تاريخها، منها الاحتلال النازي أثناء الحرب العالمية الثانية، وفترة النظام الشيوعي التي امتدت من 1948 إلى 1989، قبل أن تنهار الدولة وينفصل إلى دولتين مستقلتين هما جمهورية التشيك وجمهورية سلوفاكيا في عام 1993.